# Hooperellidae
Hooperellidae es una familia de foraminíferos bentónicos de la superfamilia Cassidulinoidea, del suborden Buliminina y del orden Buliminida.  Su rango cronoestratigráfico abarca el Holoceno.

## Discusión
Clasificaciones previas incluían Hooperellidae en el suborden Rotaliina y/o orden Rotaliida.

## Clasificación
Hooperellidae incluye al siguiente género:
- Hooperella